# 앤-마리 마틴

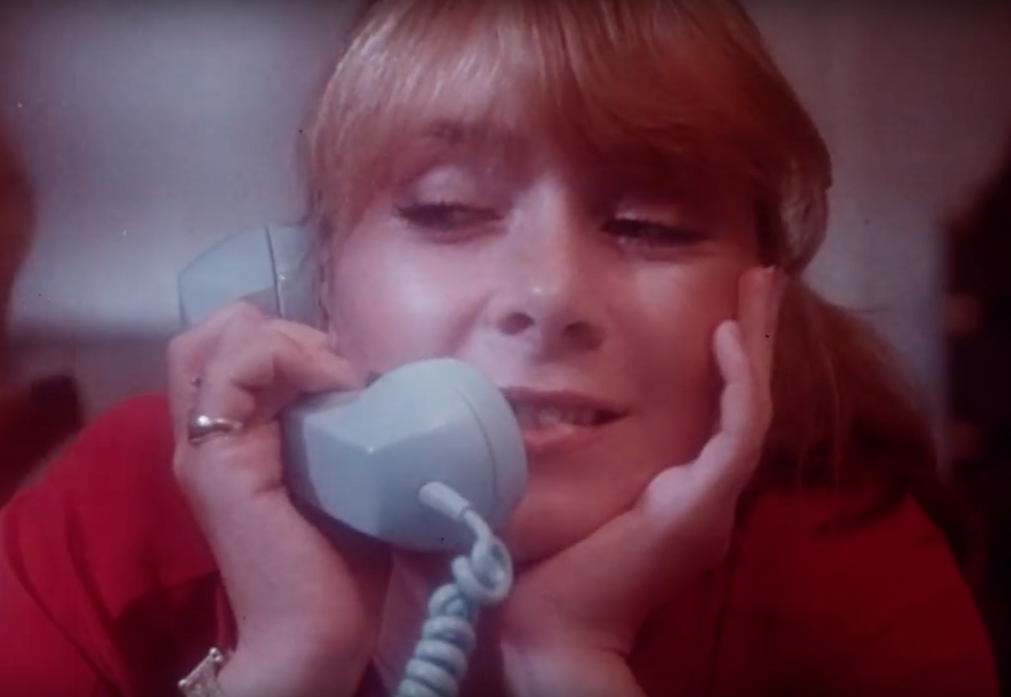

앤-마리 마틴(Edmonda Benton, 1957년 11월 11일 ~ )은 캐나다의 배우, 각본가, 영화배우이다.
토론토에서 태어났다.

## 영화
- 트위스터 (1996년)
- 인간 사냥 (1981년)
- 할로윈 2 - 저주받은 병실 (1981년)
- 졸업 파티 (1980년)
- 킬러의 기쁨 (1978년)
- 우리 생애 나날들 (1965년)